# Karima Benameur

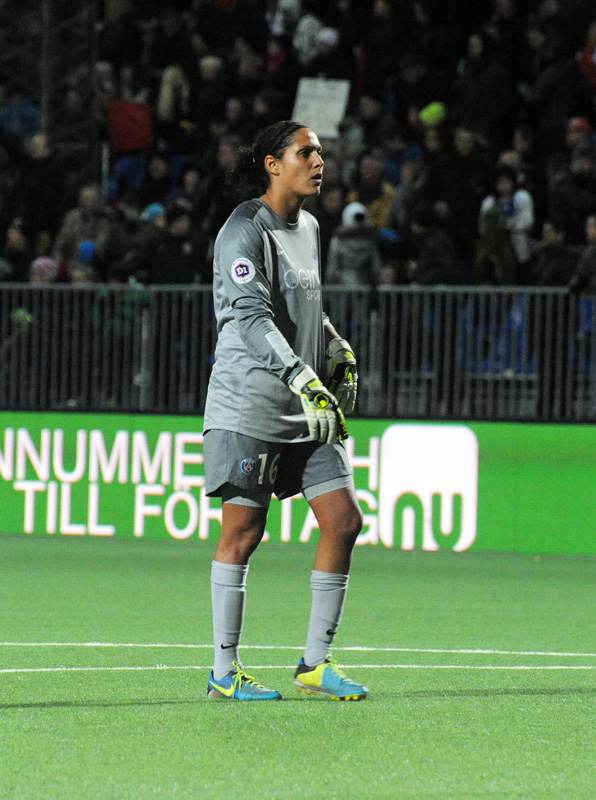
Karima Benameur

Karima Benameur (* 13. April 1989 in Bédarieux) ist eine französische Fußballspielerin, die auf der Position einer Torfrau spielt.

## Vereinskarriere
Karima Benameur spielte, seit sie sieben Jahre alt war, in Amateurvereinen ihrer Heimatregion, dem Orb-Tal am Südwesthang der Cevennen, Fußball – zunächst beim Gallia Club Le Bousquet d’Orb, anschließend für die Entente Orb-Gravezon und die USB Pays d’Orb. 2004 schloss sie sich, 15-jährig, der Jugendabteilung des HSC Montpellier an, wo sie ihre Fähigkeiten auf einer etwas größeren Bühne präsentieren konnte. Bereits zwölf Monate später fand sie Aufnahme im INF Clairefontaine, der französischen „Talentschmiede“, und gehörte dort in den folgenden beiden Saisons auch zum Spielerinnenkreis des Erstligisten CNFE Clairefontaine.
2007 verpflichtete sie der Ligakonkurrent Racing Saint-Étienne; dort wurde sie auch zur Nationalspielerin (siehe unten). Zum Jahreswechsel 2008/2009 verließ Benameur den Klub und schloss sich für den Rest der Spielzeit dem Zweitligisten AF Rodez an, ehe sie ab der Saison 2009/10 das Tor von Erstdivisionär Toulouse FC hütete. Nach zwei Jahren kehrte sie nach Rodez – inzwischen ebenfalls Erstligist – zurück, ehe im Sommer 2012 der Paris Saint-Germain FC, der seine Frauenelf unter Einsatz erheblicher finanzieller Mittel zur Nummer eins in Frankreich machen möchte, Karima Benameur in die Hauptstadt holte, wo sie die Altinternationale Bérangère Sapowicz im Tor ablösen soll. Ein Jahr später wurde Benameur mit PSG Vizemeister hinter den einstweilen noch konkurrenzlosen Frauen von Olympique Lyon und qualifizierte sich damit – wenngleich sie noch nicht die unangefochtene Stammtorhüterin geworden ist – auch erstmals für den europäischen Meisterinnen-Wettbewerb. In der Saison 2014/15 setzte Trainer Farid Benstiti vorrangig auf Katarzyna Kiedrzynek und Ann-Katrin Berger; Benameur berücksichtigte er nur in einem einzigen der ersten 17 Punktspiele. Diese erhielt daraufhin im Januar von PSG die Zusage, ihren Vertrag vorzeitig auflösen zu können. Allerdings durfte sie wegen des einen Einsatzes in der laufenden Spielzeit nicht zu einem Ligakonkurrenten wechseln, womit sich ihre Chancen, als dritte Torfrau an der Weltmeisterschaft 2015 teilzunehmen, erheblich verringert hatten. Deshalb beabsichtigte sie, diese Regelung aufgrund ihrer Unvereinbarkeit mit dem Diskriminierungsverbot vor einem ordentlichen Gericht anzufechten. Ende Februar 2015 wechselte Benstiti Benameur im Punktspiel gegen Olympique Lyon ein, nachdem Kiedrzynek sich verletzt hatte.
Zur Spielzeit 2015/16 schloss sie sich daraufhin dem Juvisy FCF an, der 2017 im Paris FC aufgegangen ist. Von dort wechselte sie 2019 zum englischen Erstligisten Manchester City.

### Stationen
- Gallia Club Le Bousquet d’Orb (ab 1996)
- Entente Orb-Gravezon
- USB Pays d’Orb (bis 2004)
- Montpellier Hérault SC (2004/05)
- CNFE Clairefontaine (2005–2007)
- Racing Club Saint-Étienne (2007–Dezember 2008)
- AF Rodez (Januar–Juni 2009)
- Toulouse FC (2009–2011)
- AF Rodez (2011/12)
- Paris Saint-Germain FC (2012–2015)
- Juvisy FCF (2015–2017)
- Paris FC (2017–2019)
- Manchester City (seit 2019)

## Nationalspielerin
Karima Benameur durchlief mehrere nationale Jugendauswahlteams, bestritt mit der U-17 sieben Spiele, mit der U-19 17 und mit der U-20 fünf. 2008 gehörte sie zum französischen U-20-Aufgebot bei der Jahrgangs-Weltmeisterschaft in Chile, stand dort in allen drei Vorrundenbegegnungen zwischen den Pfosten, musste für Viertel- und Halbfinale ihren Platz dann aber verletzungsbedingt abgeben.
In der A-Nationalfrauschaft debütierte sie im Oktober 2007 bei einem EM-Qualifikationsspiel gegen Serbien, als Nationaltrainer Bruno Bini sie eine Viertelstunde vor Spielende beim Stand von 8:0 einwechselte. Dennoch vergingen bis zu ihrem zweiten Einsatz fast vier Jahre. 2013 hatte Trainer Bini sie in den französischen Kader für die Europameisterschaftsendrunde in Schweden aufgenommen und ihr dabei überraschenderweise den Vorzug vor der bisherigen dritten Torfrau Laëtitia Philippe gegeben; allerdings kam sie dort nicht zum Einsatz. Im März 2016 bestritt sie zwei B-Länderspiele für Frankreich beim Istrien-Cup; danach sah es so aus, als sei ihre internationale Karriere beendet.
Tatsächlich dauerte es insgesamt sechseinviertel Jahre, bis Karima Benameur von Nationaltrainerin Corinne Diacre Ende 2017 wieder eine Berufung in das Aufgebot der Bleues erhielt; gegen Schweden hütete sie in ihrem dritten A-Länderspiel – bis zu ihrem Karriereende wurden es insgesamt fünf, das letzte Anfang April 2018 – das französische Tor und hielt es über 90 Minuten sauber.